# Charles-François Duvernoy
Charles-François Duvernoy (Parigi, 16 aprile 1796 – Parigi, 27 novembre 1872) è stato un basso-baritono e insegnante di canto francese.

## Biografia
Figlio del clarinettista Charles Duvernoy, studiò canto al Conservatoire de Paris e debuttò nel 1821 al Théâtre Feydeau, esibendosi poi in diversi teatri francesi, in Belgio e nei Paesi Bassi.
Dal 1843 al 1867 fece parte della compagnia dell'Opéra-Comique, cantando dapprima ruoli da baritono, quindi in seguito da basso buffo. Nel suo repertorio vi erano i ruoli di Lord Elford in Le domino noir e di Beppo in Fra Diavolo di Daniel-François-Esprit Auber, di Ruben in Joseph di Étienne-Nicolas Méhul e di Sénéchal in Richard Coeur-de-Lion di André-Ernest-Modeste Grétry.
Dal 1851 al 1871 in segnò canto al Conservatoire de Paris; anche i suoi figli divennero noti musicisti: Victor Alphonse Duvernoy fu compositore e pianista, Edmond Duvernoy fu allievo del padre e come lui cantante.